# Male and Female
Het is ook een boek van Margaret Mead
Male and Female is een Amerikaanse stomme film uit 1919 onder regie van Cecil B. DeMille. De film is gebaseerd op een toneelstuk van J.M. Barrie.

## Verhaal
Lord Brockelhurst, zijn vrouw Lady Mary, zijn butler Crichton en zijn meid Tweeny denken een lekker weekeindje door te brengen op Brockelhursts jacht. Het tegenovergestelde blijkt het geval als ze stranden op een eiland. Ze zullen al snel hun verschillen in klasse moeten onderdrukken en samenwerken om te overleven.

## Rolverdeling
| Acteur           | Personage                       |
| ---------------- | ------------------------------- |
| Lila Lee         | Tweeny                          |
| Theodore Roberts | Lord Loam                       |
| Gloria Swanson   | Lady Mary Lasenby               |
| Raymond Hatton   | Honorable Ernest 'Ernie' Wolley |
| Mildred Reardon  | Lady Agatha 'Aggie' Lasenby     |
| Thomas Meighan   | Crichton                        |
| Robert Cain      | Lord Brockelhurst               |
| Bebe Daniels     | Favoriet van de Koning          |